# Poligínia

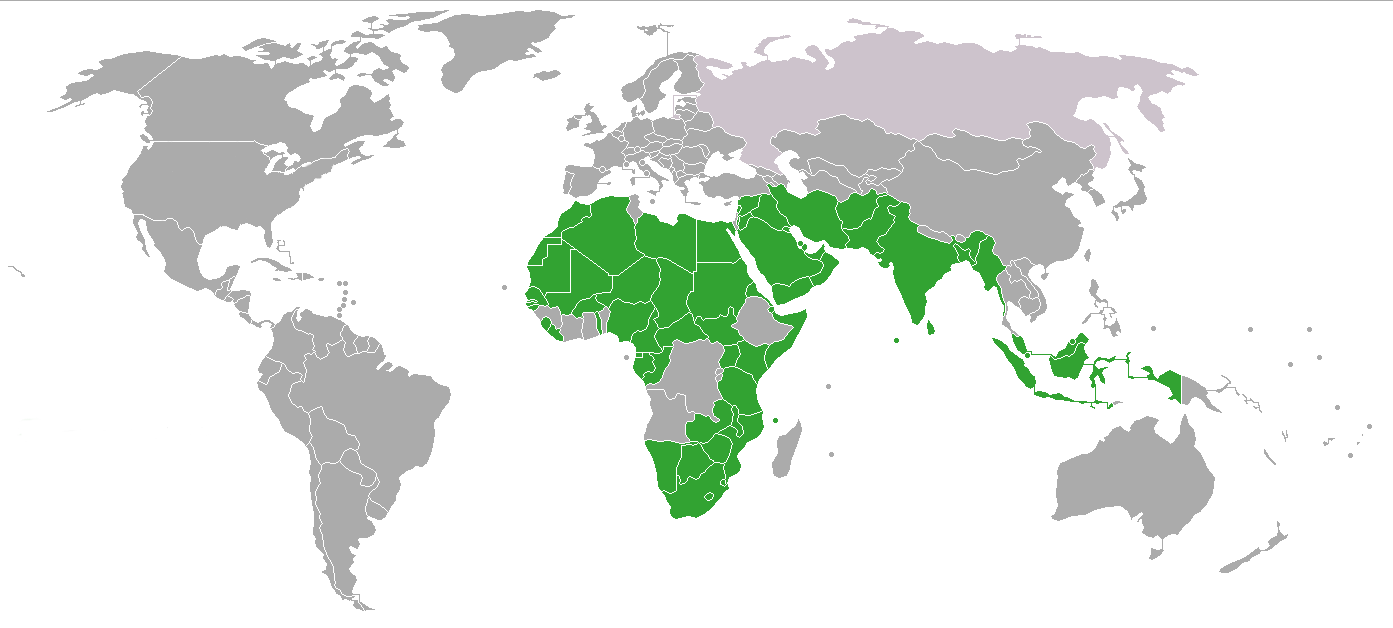
Països que autoritzen la poligínia el 2006 (en verd)

La poligínia és per un home el fet de tenir diverses esposes o, en general, la situació d'una espècie animal en la qual el mascle s'aparella amb diverses femelles. És un cas particular de la poligàmia; la poliàndria seria la situació d'una dona que s'aparella amb diversos homes.

## La poligínia humana

### La poligínia en la història europea
Els vikings establerts a Normandia mantingueren aquesta tradició fins i tot després d'haver-se convertit al cristianisme. Així els jarl i els ducs de Normandia, després de Rol·ló, fins a Robert el Magnífic (5 generacions) pogueren tenir diverses segones dones, anomenades frilla. Els fills nascuts d'aquestes unions eren anomenats "bastards", fet que permet de comprendre el primer nom de Guillem el Conqueridor, Guillem el Bastard.

#### Poligínia i Islam
L'Alcorà, llibre sant de l'Islam, també es refereix a la poligínia (3:IV)
 « Si temeu pel fet de no ésser justos cap als orfes... és permès de casar-se amb dues, tres o quatre d'entre les dones que us plaguin, però si temeu de no ésser pas equitatiu amb elles, aleshores caseu-vos només amb una de sola, o amb les esclaves que tingueu. És així per tal de no ser injustos (o per tal de no augmentar la vostra càrrega familiar). »
Aquest verset no ha de fer-nos oblidar que la norma del matrimoni en la civilització musulmana és la monogàmia, ni del fet que la poligínia és molt anterior als textos de l'Alcorà i que, per tant, no va ser pas instaurada per l'Islam. Per contra, va limitar el nombre d'esposes a quatre, nombre que podia ser molt més alt abans de l'arribada d'aquesta religió a l'Aràbia. Només s'ha d'interpretar com una reglamentació d'aquesta pràctica i eventualment com una solució moral, pràctica i humana per a les vídues i els orfes, si tenim present la posició d'aquest verset al si de l'Alcorà. Certament, aquest verset fou redactat després de la batalla de l'Úhud, en el curs de la qual dotzenes de musulmans foren morts, deixant darrere seu moltes vídues i orfes.